# Sceloporus heterolepis
Espèce
Statut de conservation UICN

 LC  : Préoccupation mineure
Sceloporus heterolepis est une espèce de sauriens de la famille des Phrynosomatidae.

## Répartition
Cette espèce est endémique du Mexique. Elle se rencontre dans les États de Jalisco, de Durango et du Michoacán.

## Taxinomie
La sous-espèce Sceloporus heterolepis shannonorum a été élevée au rang d'espèce.

## Publication originale
- Boulenger, 1895 "1894" : Second report on additions to the lizard collection in the Natural History Museum. Proceedings of the Zoological Society of London, vol. 1894, p. 722-736 (texte intégral).